# Désoxyuridine monophosphate
La désoxyuridine monophosphate (dUMP, en  « monophosphate de désoxyuridine ») est un désoxyribonucléotide constitué de résidus d'uracile et de 2'-désoxyribose lié à un groupe phosphate. Elle est un homologue de l'UMP, dont elle ne diffère que par le remplacement du groupe hydroxyle –OH par un atome d'hydrogène en position 2' du résidu ribose de la molécule. L'uridine n'entre normalement pas dans la composition de l'ADN.